# アフメト3世
アフメト3世（Ahmed III, 1673年12月30日 - 1736年7月1日）は、オスマン帝国の第23代皇帝（在位：1703年 - 1730年）。第19代皇帝メフメト4世の子で第22代皇帝ムスタファ2世の弟。子にムスタファ3世、アブデュルハミト1世。治世中は列強との戦争に対処する一方、積極的に西欧文化の受け入れを奨励、チューリップ時代と呼ばれる一時代を生んだ。

## 生涯

### 即位前
アフメトは1673年にギュルヌシュ・スルタンとメフメト4世の間に現在のブルガリアのドブリチで生まれた。アフメトが生まれた時、父のメフメトはポーランド遠征から戻って狩りをしていた。1675年に兄のムスタファ(後のムスタファ2世)と共に割礼を受けた。これらと祭りも共に開催され、祭りは20日間続いたという。アフメト皇子の教育は1679年に始まり、家庭教師のフェイズッラー・エフェンディのもと、歴史、音楽、詩、書道などを勉強した。特にアフメトは読書を好んだという。エディルネでの皇子時代、アフメトはネヴシェヒルリ・イブラヒムという者と親しくなり後に彼は大宰相になった。

### 対ヨーロッパ戦争
1703年当時、兄のムスタファ2世は宮廷をイスタンブールからエディルネに移していたが、側近政治と給料未払いに不満が爆発したイェニチェリと、商業がイスタンブールから移行することを恐れた商工業者らが反乱を起こし、兄の側近フェイズッラー・エフェンディを殺害して兄も退位に追い込まれた。アフメト3世はこの危機的状況の中で擁立され即位、フェイズッラーの没収した遺産からイェニチェリに給料を支払い、宮廷をイスタンブールへ戻して事態を収拾させた。
この頃、ロシア・ツァーリ国（ロマノフ朝）がピョートル1世（大帝）のもとで台頭し、1700年のコンスタンティノープル条約によってアゾフ周辺を奪取、黒海を窺っていた。同時にバルカン半島でもオーストリアの南下と1699年のカルロヴィッツ条約によってハンガリー王国も失い、オスマン帝国は衰退の時代を迎えていた。
アフメトは1705年に土地法を改正したため、スレイマン1世と同じく立法者と呼ばれることとなった。
彼の治世の最初の3年間で次々に四人の大宰相が任命されたが1706年にチョルルル・アリ・パシャが大宰相に就任した後はしばらく大宰相は変わらなかった。チョルルルは、オスマン帝国軍の軍の規律を厳格にし、海軍に最初の兵器を導入した。またチョルルルはいかなる戦争の介入にも反対した。
大北方戦争ではスウェーデン王カール12世とロシアのツァーリ・ピョートル1世がバルト海の覇権を賭けて衝突、オスマン帝国は1708年からスウェーデンとロシアそれぞれから味方に加わるよう要請されていた。ロシアとはアゾフを巡る確執があり、スウェーデンがウクライナ・コサックのヘーチマン・イヴァン・マゼーパを味方に付けたことを知ると主戦派がスウェーデンの同盟を主張したが、アフメト3世は同盟を拒否、ロシアがレスナーヤの戦いでスウェーデン軍を弱体化させ、ウクライナ・コサックの多くがマゼーパを見捨てロシアに留まると消極的になり、1709年に属国のクリミア・ハン国にロシアの敵対行為禁止を命じて中立化した。
しかし7月、ポルタヴァの戦いに敗れたカール12世が南ロシアから黒海経由でオスマン帝国に亡命すると、アフメト3世はモルダヴィアのベンデルに迎え入れたが、ロシアの徹底抗戦を主張するカール12世とフランスのオスマン帝国駐在大使の宮廷工作で主戦派が対ロシア戦争を主張した。それでも大宰相のチョルルルは戦争に反対していた。スウェーデン側はチョルルルが賄賂を貰っていると非難した。結局1710年チョルルルは大宰相を解任され、アフメト3世はピョートル1世の侵攻に対抗するため1710年に宣戦布告した。
属国の1つであるモルダヴィア公ディミトリエ・カンテミールとワラキア公コンスタンティン・ブルンコヴェアヌが帝国から独立を企てており、ピョートル1世と結んでロシア軍と合流したが、ロシア軍の侵攻に対し1711年にプルート川で勝利（プルート川の戦い）、直後に結ばれたプルート条約でアゾフをロシアから返還してロシアを黒海から締め出した。属国の反乱も鎮圧され、カンテミールは所領を失いロシアへ亡命、ブルンコヴェアヌはオスマン帝国に捕らえられ処刑された。
しかし、戦闘中にピョートル1世を捕える機会があったにもかかわらず、プルート条約の締結によって講和が成立し、ピョートル1世を逃してしまう。また、締結後もロシアとの戦争を促すカール12世とも確執を深め、スウェーデンとの同盟は解消され1713年にカール12世をエディルネ近郊へ移した。翌1714年にカール12世はオスマン帝国からスウェーデン領ドイツへ移動してスウェーデンへ帰国したが、不在の間に劣勢となった戦局を覆せず戦死、大北方戦争はスウェーデンの敗北となっていった。
1714年からヴェネツィア共和国とペロポネソス半島を巡り戦争を起こし（オスマン・ヴェネツィア戦争）、1716年からオーストリアがヴェネツィア側として参戦するとオスマン帝国はバルカン半島でも戦端を開いた（墺土戦争）。1716年にオーストリアの要塞ペトロヴァラディン（ペーターヴァルダイン）を奪還しようとして遠征に向かった大宰相シラーダーリ・ダマト・アリ・パシャはオーストリア軍総司令官のプリンツ・オイゲンの前に敗死（ペーターヴァルダインの戦い）、後任のハジ・ハリル・パシャは翌1717年にオーストリア軍に包囲されたセルビアの首都ベオグラード救援に向かったが、オイゲンに敗れた上ベオグラードも奪われた（ベオグラード包囲戦）。1718年のパッサロヴィッツ条約でオスマン帝国はペロポネソス半島をヴェネツィアから獲得したが、セルビア北部とワラキアの西部をオーストリアに譲りバルカン半島の領土を再度失った。以後は平和政策に転換してヨーロッパの文化を導入していった。

### 西欧文化の導入
オーストリアと敗れて講和した後は西欧諸国との修好を行い、大宰相ネヴシェヒルリ・イブラヒム・パシャの補佐を受けて西欧諸国の文化を積極的に取り入れ、帝国の繁栄を築き上げた。軍事支出が抑えられ財政は好転、イスタンブールを中心として建築・再開発が進められていった。
1719年にイブラヒム・パシャはオーストリアのウィーンへ使節を派遣したのを始まりとして、1720年と1721年にフランスのパリ、1722年と1723年にはロシアのモスクワに使節を派遣してヨーロッパと修好を結び、同時に使節にヨーロッパに関する情報を集めた。指示を受けたフランス使節イルミセキズ・チェレビーはフランスの建物について詳しく書き記し、イブラヒム・パシャはこれらを参考にしてイスタンブールに西欧文化を導入、次々と新しい施設を建てた。1722年にアフメト3世の離宮としてサーダバード宮殿が造られ、イスタンブールの水路整備と共に給水用と装飾用を兼ねた泉の建物（泉亭）を建設、連日宴会が開かれ華やかな宮廷文化が芽生えていった。
書物保存のため図書館建設と活版印刷も広まり、イブラヒム・パシャの後援でイブラヒム・ミュテフェッリカが印刷所を開設、ペルシャ語からトルコ語に翻訳した本の印刷・保存が行われていった。アフメト3世も文化事業を推進、トプカプ宮殿内に図書館を建てたり西欧諸国からチューリップを大々的に輸入・栽培して大いにチューリップが咲いたためチューリップ時代と称されている。しかし、こうしたアフメト3世の行動は浪費ととられ、政府に対する反感も出来上がっていった。

### 晩年
西欧諸国と講和条約を結んだ一方で、災害が頻発した。1718年にイスタンブールで火災が発生した。1719年には同じくイスタンブールで地震が発生した。また東のサファヴィー朝との戦いは長期間にわたり、財政の悪化を招いた。イブラヒム・パシャはサファヴィー朝が地方部族の反乱で衰退した状況につけこみ、1723年にロシアと結託してイラン戦役を開始、サファヴィー朝の王タフマースブ2世からタブリーズ・ハマダーンを奪いイラン西部を平定した。しかし、タフマースブ2世の部将ナーディル・シャーが反撃して戦争が長期化するとイスタンブールの民衆の不満が高まり（アフシャール戦役）、1730年にイラン遠征軍の編成前に元イェニチェリのパトロナ・ハリルが宮廷を非難してイスタンブールで反乱を扇動（パトロナ・ハリルの乱）、イブラヒム・パシャは反乱軍に処刑されアフメト3世も退位を余儀無くされ、甥のマフムト1世が新たに擁立された。
アフメト3世は退位後トプカプ宮殿に幽閉生活を送り、6年後の1736年に62歳で亡くなった。
新政権を率いたマフムト1世は即位から1年後の1731年にパトロナ・ハリルら反乱軍首謀者を処刑して実権を取り戻すと、アフメト3世の政策を継続してアフシャール戦役を終わらせ、ロシア・オーストリアとの戦争（ロシア・オーストリア・トルコ戦争）が再開されるとロシアとは引き分けに持ち込み、オーストリアからはセルビアを奪回してオスマン帝国をある程度持ち直した。文化事業は縮小されたが西欧導入政策も引き続き継続していった。

## 子女
アフメト3世には多くの息子がいたが、成人したのは6人だけだった。
- スレイマン(1710-1732)
- シェフザーデ・メフメト (1717-1756)
- ムスタファ(1717-1774)
- バヤズィト(1718-1771)
- ヌマン(1723-1764)
- アブデュルハミト(1725-1789)